# Willem Polak
Willem Albertus Polak (Amsterdam, 31 mei 1915 - Hannover, 4 mei 1993) was een Nederlandse oorlogsmisdadiger tijdens de Tweede Wereldoorlog. Na zijn ontsnapping in 1952 uit een Nederlandse gevangenis vluchtte hij naar West-Duitsland en verkreeg daar de West-Duitse nationaliteit. 
Polak was lid van de Waffen-SS en van het Sonderkommando van Henk Feldmeijer. Dat laatste voerde zogenoemde Silbertanne-moorden uit op onschuldige burgers als wraak voor acties van het Nederlandse verzet. Om associaties met joodszijn tegen te gaan noemde hij zich in de oorlog Polack of Pol.
Na 1945 werd hij veroordeeld tot levenslange gevangenisstraf. Op 26 december 1952 ontsnapte hij met zes andere oorlogsmisdadigers uit de Koepelgevangenis in Breda. Hij vluchtte naar West-Duitsland. Dat land weigerde hem uit te leveren omdat hij door dienstneming bij de Waffen-SS recht had op de Duitse nationaliteit en Duitsland geen eigen staatsburgers uitlevert. In 1959 werd hij door een West-Duitse rechtbank voor de in Nederland gepleegde moorden vrijgesproken.
In 1989 werd hij bezocht door de Nederlandse schrijver Gerhard Hormann, die hem interviewde voor het blad Aktueel. Volgens Hormann vertoonde de voormalig SS'er een mengeling van ontkenning en oprecht berouw en was hij ziekelijk. Polak overleed in 1993 in de Duitse stad Hannover, wat pas in 2015 werd bekendgemaakt.